# Ponte Aérea (filme)
Ponte Aérea é um filme de drama, romance produzido no Brasil e dirigido por Júlia Rezende. 

## Sinopse
Um voo do Rio de Janeiro para São Paulo tem seu curso desviado para Belo Horizonte, devido à forte chuva que castiga a capital paulista. Diante do imprevisto, os passageiros são hospedados em um hotel para que, na manhã seguinte, sigam para São Paulo. Entre eles estão o carioca Bruno (Caio Blat) e a paulista Amanda (Letícia Colin), que se conhecem no hotel. Após um rápido flerte, eles passam a noite juntos mas se desencontram no dia seguinte, já que Bruno pega um voo logo cedo. Já em São Paulo, ele a procura bem no dia em que é promovida na agência de publicidade em que trabalha. Aos poucos o sentimento entre eles se intensifica, mesmo que tenham que lidar com as dificuldades dos 432 quilômetros de distância entre as cidades que vivem.

## Elenco
- Letícia Colin como Amanda Paes
- Caio Blat como Bruno Tavares
- Emílio de Mello como Fernando
- Felipe Camargo como André
- Silvio Guindane como Chicão
- Sylvio Zilber como Guido Tavares
- Nicolas Cruz como Edu Tavares
- Martha Nowill como Patrícia
- Cristina Flores como Maria Eugênia
- Gabriela Rocha como Carol